# بروس ديكون
بروس ديكون هو منافس ألعاب قوى كندي، ولد في 5 ديسمبر 1966 في أوتاوا في كندا.

## وصلات خارجية
- بروس ديكون على موقع الاتحاد الدولي لألعاب القوى (الإنجليزية)
- بروس ديكون على موقع اللجنة الأولمبية الدولية (الإنجليزية)
- بروس ديكون على موقع أوليمبيديا (الإنجليزية)
- بروس ديكون على موقع اللجنة الأولمبية الكندية (الإنجليزية)
- بروس ديكون على موقع اتحاد ألعاب الكومنولث (مؤرشف) (الإنجليزية)